# Риверсайд-парк (Манхэттен)
Риверсайд-парк (англ. Riverside Park) — парк в Верхнем Вест-Сайде в боро Манхэттен, Нью-Йорк. Парк расположен вдоль реки Гудзон на полосе длиной около 6,5 км между 72-й и 125-й улицами, имея продолжение между 135-й и 158-й улицами. Совокупная площадь парка составляет около 131 гектара. Парк является третьим по площади на Манхэттене.
До прихода европейцев местность, на которой ныне расположен парк, была представлена скалами и обнажениями пород, оставшимися после ухода доисторического ледника. Численность населения индейцев в этой местности была незначительной. В 1846 году вдоль побережья реки Гудзон была проложена железная дорога. В 1865 году член комиссии по обустройству Центрального парка Уильям Мартин предложил разбить в Верхнем Вест-Сайде парк. В 1867 году власти Нью-Йорка выкупили землю между железной дорогой и скалами, и в 1873 году было принято решение разбить на этой территории парк. Участок Риверсайд-парка между 72-й и 125-й улицей строился с 1875 по 1900 год. Среди ландшафтных дизайнеров, принимавших участие в строительстве парка, были Калверт Вокс и Сэмюэл Парсонс. Парк был выполнен в английском стиле: со свободной рассадкой деревьев, кустарников, естественными ограждениями и извилистыми аллеями. Риверсайд-парк положительно повлиял на привлекательность района. Вокруг него начали возводиться жилые особняки. Также вскоре после открытия парка в нём начали размещаться различные памятники и мемориалы, среди которых памятник солдатам и матросам на 89-й улице, мавзолей Гранта на 122-й улице, мемориал пожарным на 100-й улице и памятник Жанне д’Арк на 93-й улице. В 1934—1937 годах парк был расширен на 59 гектаров — по парку была проложена магистраль Генри Гудзона, также на 79-й улице была сооружены ротонда и пристань для яхт. В 1980 году парк получил статус достопримечательности Нью-Йорка. Во второй половине 1990-х годов пристань для яхт и ротонда были отреставрированы за приблизительно 9 миллионов $. В 2000 году на участке парка площадью 2,8 га между 68-й и 72-й улицами, получившем название Риверсайд-Парк-Саут (англ. Riverside Park South), были разбиты футбольное поле, три баскетбольные площадки и сооружён пирс длиной 289 метров.

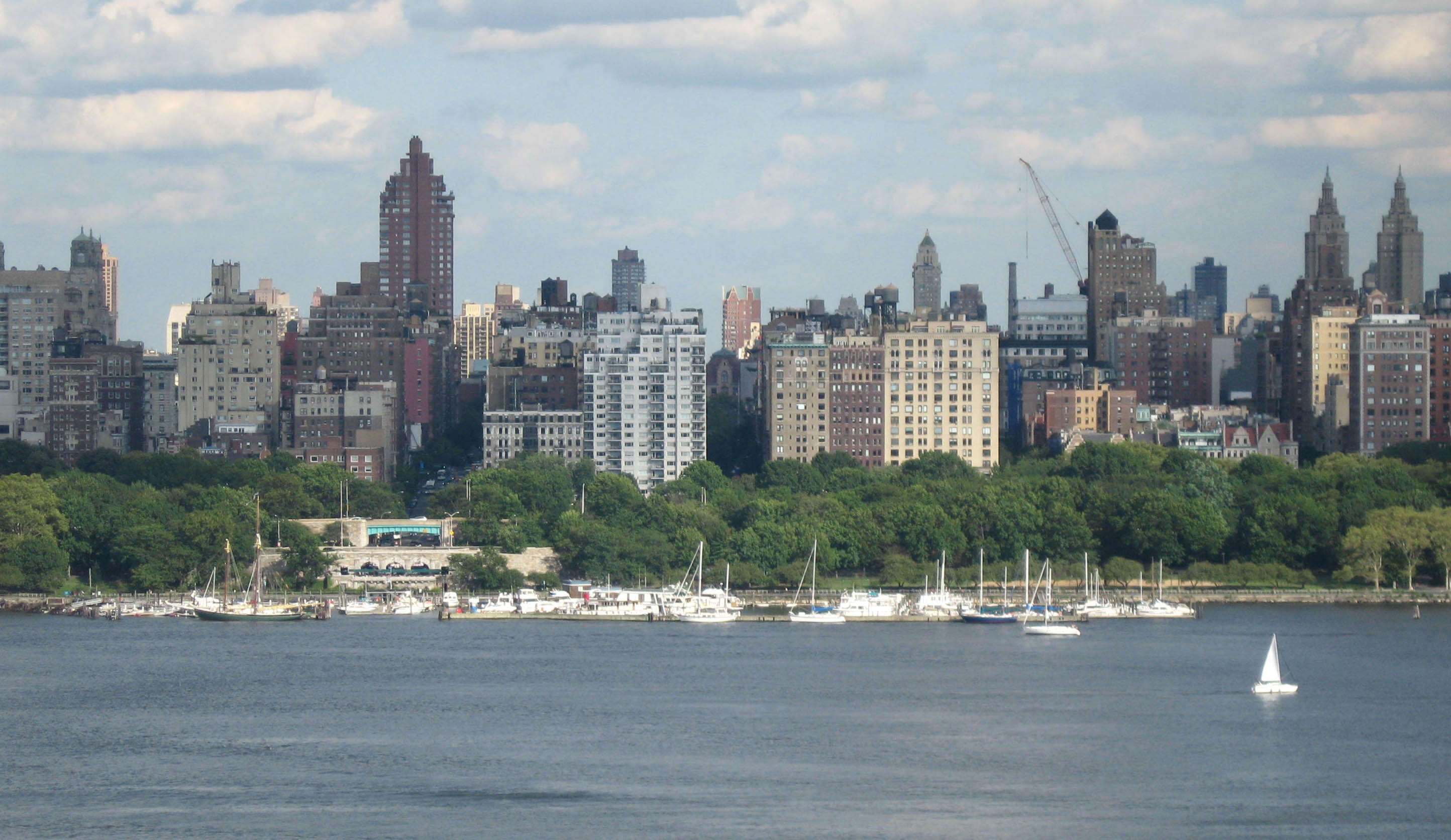
Вид на парк из округа Хадсон в Нью-Джерси
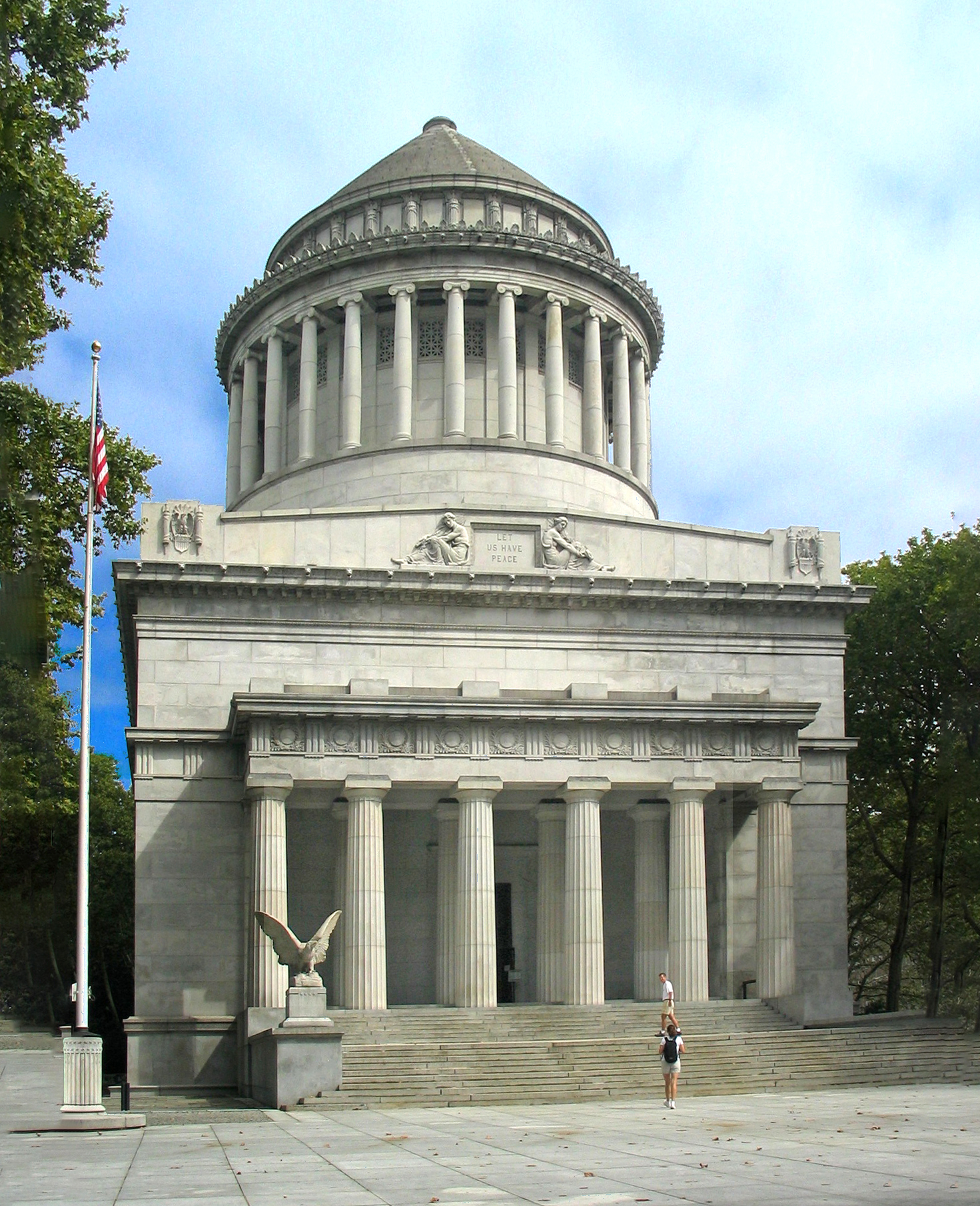
Мавзолей Гранта
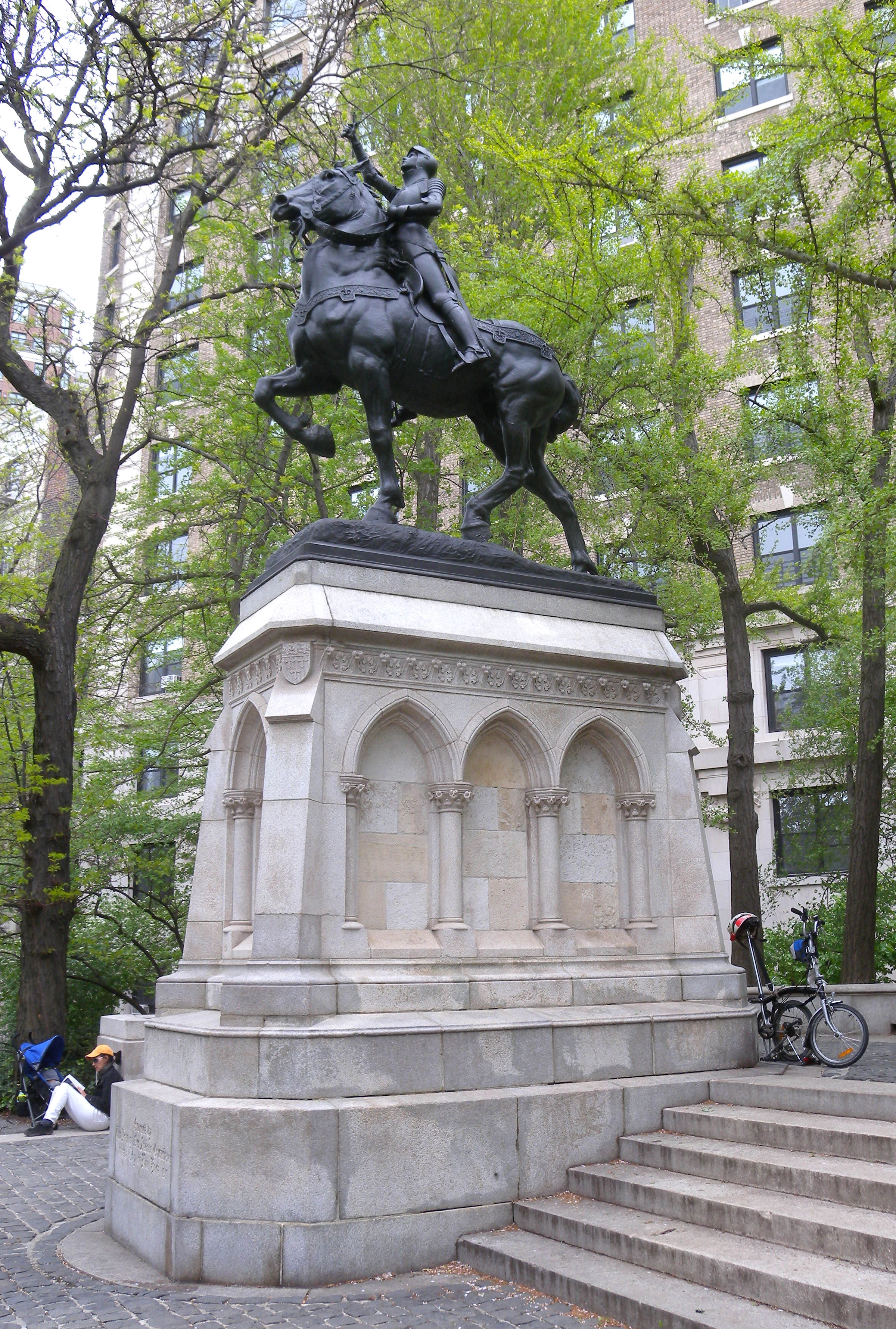
Памятник Жанне д’Арк
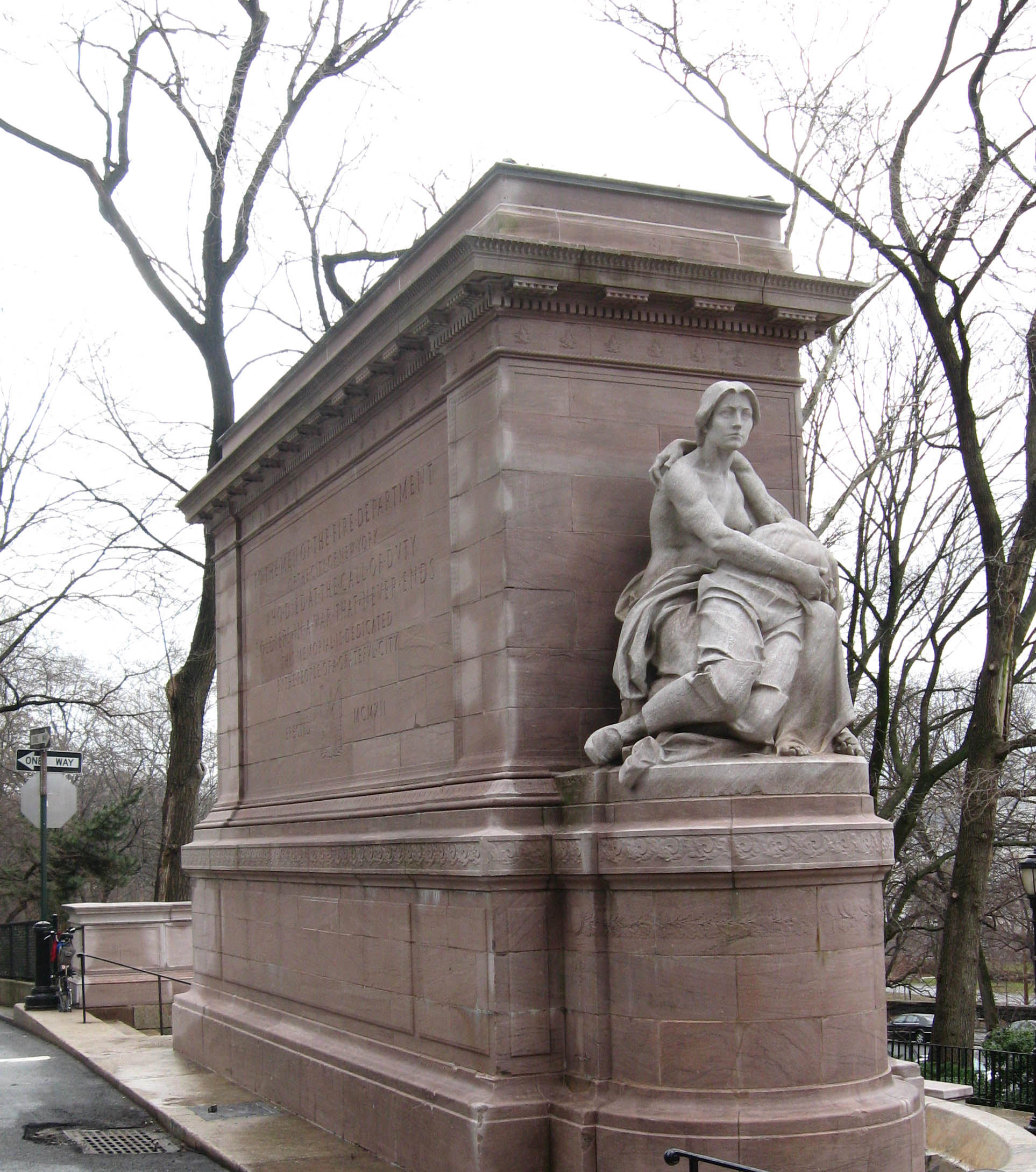
Мемориал пожарным
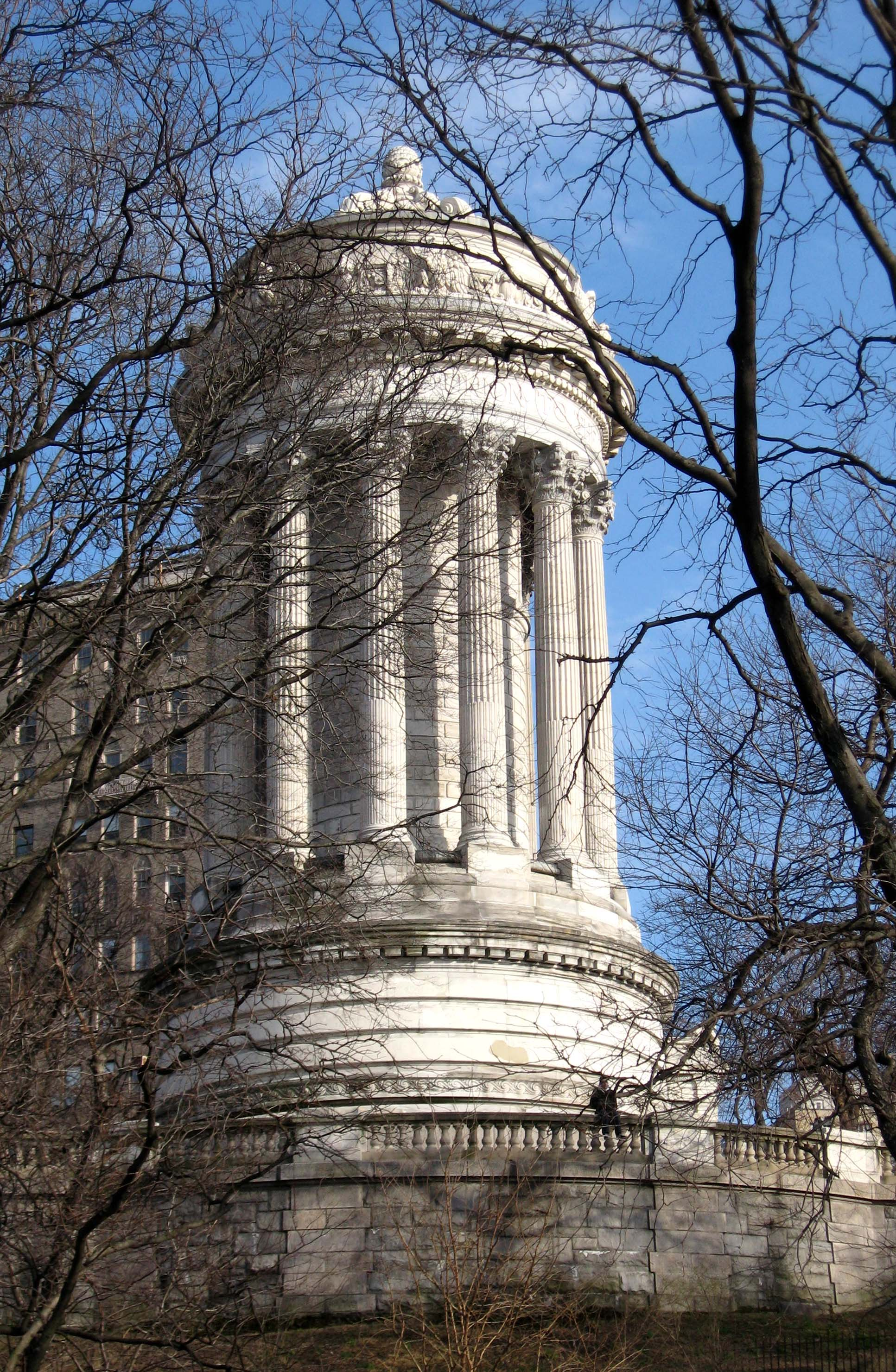
Памятник солдатам и матросам